# Sandra van Embricqs
Sandra van Embricqs (Paramaribo, 14 april 1968) was een van de beste basketbalsters van Nederland. Toen ze zes jaar was verhuisde ze naar Soest in Nederland.
In navolging van haar zus ging ze spelen bij de plaatselijke vereniging Red Stars. Tijdens haar college periode bij de UCLA studeerde ze Franse literatuur. Ze haalde in 1990 haar bachelors graad Franse literatuur.

## Carrière
In 1985 ging ze spelen voor Sportlife Canadians Amsterdam en werd gelijk kampioen. In 1986 ging ze naar de Verenigde Staten om voor de University of California - Los Angeles (UCLA) uit te komen. In 1990 tekende ze een contract bij het Spaanse Bàsquet Manresa. In 1992 kwam ze terug naar Nederland om bij Texim Tonego uit Haaksbergen te spelen. Ze werd twee keer kampioen in 1993 en 1994. In 1994 ging ze spelen in België bij Saint-Servais Namur en vervolgens bij Soubry Kortrijk. In 1997 tekende ze een contract bij CJM Bourges Basket, een grote Europese club uit Frankrijk en pakte als eerste Nederlandse de EuroLeague Women. In 1998 kwam een droom uit en werd ze de eerste Nederlandse speler in de WNBA. Ze ging spelen voor de Los Angeles Sparks. Na een jaar ging ze naar Israël om te spelen voor Lachen Ramat Hasjaron. In 2001 kwam ze terug naar Nederland om haar carrière af te sluiten bij Probuild Lions. Bij haar afscheid in 2002 kreeg ze de NBB bondspeld voor al hetgeen dat zij voor het Nederlandse damesbasketbal heeft gedaan. Ook werd de prijs die elk jaar wordt uitgereikt voor de MVP (Most Valuable Player) van het seizoen naar haar vernoemd: de Sandra van Embricqs Award.
Met Nederland speelde ze op het Europees kampioenschap basketbal vrouwen 1989. Ze behaalde een zesde plaats.

## Erelijst
- Kampioen van Nederland: 1986, 1993, 1994
- Kampioen van België: 1996
- Beker van België: 1996, 1997
- Kampioen van Frankrijk: 1998
- EuroLeague Women: 1998